# Île Saint-Joseph
Île Saint-Joseph – najbardziej wysunięta na południe wyspa w archipelagu Îles du Salut, należącym do Gujany Francuskiej. Jej powierzchnia wynosi 20 ha, a maksymalna wysokość to 30 m n.p.m.

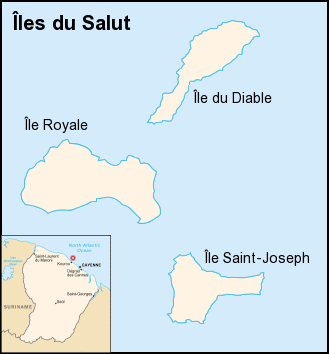
Położenie wyspy na mapie archipelagu